# Поліщук Назарій Іванович
Наза́рій Іва́нович Поліщу́к (18 жовтня 1996 року, с. Вотилівка, Лисянський район, Черкаська область — 6 лютого 2021 року, с. Новомихайлівка, Покровський район, Донецька область) — старший солдат, військовослужбовець 28-ї окремої механізованої бригади імені Лицарів Зимового Походу Збройних сил України, учасник російсько-української війни.

## Життєпис
В школі любив спорт: грав у футбол, волейбол, баскетбол. Походить з набожної родини, відвідував церкву. Батько працює трактористом, мати — домогосподарка. Після закінчення середньої школи у 2014 році працював та навчався. Зустрічався з дівчиною з сусіднього села, з котрою мав доньку. У 2017 році підписав контракт із Збройними силами України.
Учасник Антитерористичної операції на сході України та Операції об'єднаних сил на території Донецької та Луганської областей з 2017 року. Контракт військовослужбовця мав закінчитись 14 лютого 2021 року.
Загинув 6 лютого 2021 року, поблизу села Новомихайлівка Покровського району Донеччини, внаслідок підриву на невстановленому вибуховому пристрої під час висування на ВОП. Разом з ним загинув солдат Олексій Подвезенний, ще один військовослужбовець зазнав важких поранень.
Похований 9 лютого 2021 року у рідному селі Вотилівка. Залишились батьки, сестра, три брати, 6-річна донька та дівчина Вікторія з Курахового, з котрою познайомився під час служби.

## Нагороди та вшанування
- Указом Президента України № 576/2021 від 15 листопада 2021 року «За особисту мужність, виявлену у захисті державного суверенітету та територіальної цілісності України, сумлінне і бездоганне служіння Українському народові» — нагороджений орденом «За мужність» III ступеня (посмертно)[4].
- Почесна нагорода «За заслуги перед Черкащиною» (посмертно)[5].